# لیف هولمگرن
لیف هولمگرن (انگلیسی: Leif Holmgren؛ زادهٔ ۲۵ مهٔ ۱۹۵۳) بازیکن هاکی روی یخ اهل سوئد است.